# Thomas Pesquet
Thomas Pesquet (Roan, 27 de febrer de 1978) és un enginyer aeronàutic, pilot i astronauta francès. Va fer dues estades a la Estació Espacial Internacional (EEI), de novembre 2016 a juny 2017 (expedicions 50 i 51, missió Proxima) i d'abril a novembre 2021 (expedicions 65 i 66, missió Alpha).

## Biografia
Després de la formació com a enginyer aeronàutic a l'Institut Supérieur de l'Aéronautique et de l'Espace, Pesquet va efectuar unes pràctiques d'enginyer al Centre espacial de Canes Mandatluec en la constructor de satèl·lits de Thales Alenia Space.
L'any 2001, va ser enginyer en dinàmica de naus espacials per a missions de teledetecció en el si de la societat espanyola GMV a Madrid. L'any 2002, va ser contractat pel Centre National d'Études Spatiales (CNES) on va treballar fins al 2004. El mateix any, va ser seleccionat al concurs dels pilots cadets d'Air France i va canviar d'orientació professional. Va seguir un programa de formació de pilots i va obtenir la seva llicència d'aviador (ATPL) a finals de 2005. A partir d'aquesta data, va volar per Air France i va acumular més de 2.500 hores de vol. També es va convertir en instructor d'Airbus 320.
Contractat al maig de 2009 per al càrrec d'astronauta a l'Agència Espacial Europea (ESA), Pesquet va entrenar a l'European Astronaut Centre de Colònia. De 2010 a 2016 va seguir el programa d'entrenament i aprenentatge que el va preparar per a la seva futura missió a bord de l'EEI. Paral·lelament a les seves activitats com a astronauta, va continuar volant amb Air France.
Pesquet comparteix la seva vida amb Anne Mottet, la responsable de polítiques ramaderes a l'Organització de les Nacions Unides per a l'Agricultura i l'Alimentació resident a Roma. És cinturó negre de judo i té llicències avançades en submarinisme i en paracaigudisme.

## Vols espacials
Pesquet es va desenganxar el 17 de novembre de 2016 des del cosmòdrom de Baikonur al Kazakhstan, a bord de la nau Soyouz MS-03. La nau Soyouz MS-03 s'amarra a l'EEI i lhi romangué des del novembre del 2016 fins al juny del 2017.
Durant la seva estada de 196 dies a l'EEI, Pesquet va contribuir en 62 experiències científiques coordinades per l'ESA i el CNES. Els experiments es van centrar en l'impacte de la ingravidesa en la musculatura, la depuració de l'aigua i els materials d'autoneteja.
Va tornar a l'espai l'abril de 2021 a bord de la càpsula SpaceX Dragon 2 per a una segona estada a l'EEI. Per a aquesta missió, s'encarregà de dur a terme les operacions de manteniment tècnic de l'EES, així com 232 experiments científics al laboratori d'investigació en òrbita sense atracció terrestre, incloent l'estudi de cèl·lules mare cerebrals per estudiar el seu envelliment accelerat a l'espai. La missió també va permetre estudiar i preparar futures missions a la Lluna i Mart. El 4 d'octubre de 2021, va esdevir comandant de l'ESS. Tornà a la Terra el 8 de novembre de 2021, després de 200 dies en òrbita.
Durant les dues missions, publicà diàriament a les xarxes socials fotografies i vídeos de la vida a bord i de la Terra vista de l'estació espacial, convertint-se en l'astronauta més seguit a les xarxes socials al món. Durant la segona missió va fer una crònica setmanal destinada als infants, i vaa participar en el llançament del nou àlbum de Coldplay. A més, va realitzar vídeotrucades i contactes radioamateurs amb escoles.
Durant la cerimònia de clausura dels Jocs Olímpics d'Estiu l'agost de 2021, al relleu olímpic entre Tòquio i París, va interpretar al saxo els compassos de cloenda de La Marsellesa a bord de l'EEI.

## Compromisos humanitaris
- És ambaixador de bona voluntat del Fons de les Nacions Unides per a la Infància (UNICEF) pel canvi climàtic i l'accés a l'aigua potable des del novembre 2016.[17]
- El 12 d'abril de 2021, Thomas Pesquet va ser nomenat ambaixador de bona voluntat de l'Organització de les Nacions Unides per a l'Agricultura i l'Alimentació.[18]